# كيرلس الثاني القدس

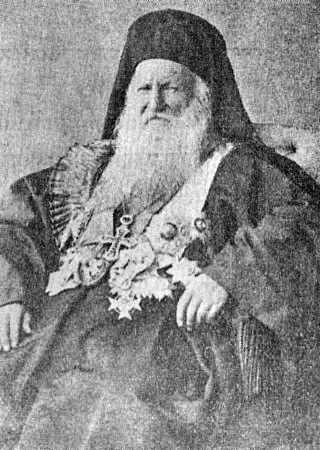
كيرلس الثاني من القدس

كان سيريل الثاني من القدس (الاسم الأصلي كونستانتينوس كريتيكوس ، 1792-18 أغسطس 1877) بطريركًا لمدينة القدس في القرن التاسع عشر.
ولد كيرلس عام 1792 في جزيرة ساموس. في 1816 رُسِم شماساً ، ثم قسّاً ، وكان رئيس الدير.
في عام 1835 أصبح رئيس أساقفة سبسطية وفي عام 1838 ليديا، في عام 1845 تم انتخابه بطريركًا للروم الأرثوذكس في القدس تحت اسم كيرلس الثاني (1846-1872) من قبل الهاجوتافيت (أخوية القبر المقدس) وبقي حتى عام 1872.
في 28 فبراير 1870 وقع السلطان عبد العزيز فرمانًا لإنشاء إكسرخسية بلغارية خاضعة للبطريركية المسكونية ولكن مع ذلك كممثل للجاليه البلغاري في الإمبراطورية العثمانية . شارك كيرلس الثاني في مجمع القسطنطينية ، برئاسة البطريرك المسكوني أنثيموس السادس ، في سبتمبر 1872 ، حيث شارك فيه أيضًا بطاركة الإسكندرية وأنطاكية ، والذي أعلن في 18/30 سبتمبر أن الإكسرخسية البلغارية منشقة وتم طرد أتباعها.
عارض كيرلس إعلان الانقسام ورفض التوقيع على قرارات المجلس. في 14 سبتمبر 1872 غادر كيرلس الثاني مجمع القسطنطينية على متن باخرة إلى يافا والقدس.
خلع عن العرش البطريركي في 12 كانون الأول 1872 في غيابه. كان لدى كيرلس الثاني العديد من المؤيدين - خاصة بين المسيحيين العرب ، ولكن أيضًا بين كبار الشخصيات ، الذين يعاني الكثير منهم بسبب ذلك. وظل خليفة كيرلس على العرش الأبوي، بروكوبيوس، أكثر من عامين بقليل. في 26 فبراير 1875 ، تم خلعه تحت ضغط السكان العرب ورجال الدين الأرثوذكس.
أراد وجهاء عرب من القدس أن يكون البطريرك السابق كيرلس الثاني مرشحًا للعرش الشاغر، لكن في رسالة رعوية نُشرت في الصحف رفض هذه الدعوة بسبب تقدمه في السن. توفي في 18 أغسطس 1877.

## روابط خارجية
- http://synpress-classic.dveri.bg/21-2002/pKiril.htm
- http://synpress-classic.dveri.bg/21-2002/ubilei.htm
- https://archive.today/20130102142123/http://www.pravoslavie.domainbg.com/03/snegarov/sneg-shizmata-iztoc.html